# Jorge Alessandri Rodríguez
Pour les articles homonymes, voir Jorge Rodríguez, Alessandri et Rodríguez.
Jorge Alessandri Rodríguez (19 mai 1896 – 31 août 1986) est un homme d'affaires et homme d'État chilien, député (1926-1930), président de la confédération patronale chilienne (1944-1947), sénateur (1956-1958), ministre des Finances (1947-1950) puis président de la république du Chili de 1958 à 1964. Il est également le candidat du parti national lors de l'élection présidentielle de 1970, remportée par Salvador Allende. 
Il est le fils de Arturo Alessandri Palma, président de la République de 1920 à 1925 et de 1932 à 1938.

## Premières années
Né à Santiago, Alessandri fait des études de génie civil à l'université de Santiago du Chili, et après avoir obtenu ses diplômes en 1919, occupe un emploi de maître-assistant. À la chute du régime parlementaire, il s'exile provisoirement en Europe avec ses parents (1924-25), puis retourne dans son pays natal où il est élu au parlement comme député indépendant de la circonscription de Santiago.
Il s'éloigne de la vie publique en 1932 pour se consacrer aux affaires. Il devient président d'une banque d'hypothèque Caja de Crédito Hipotecario jusqu'en 1938 et dirige la Compagnie manufacturière de papiers et de cartons. De 1944 à 1947, il est président de la confédération patronale chilienne.
Ses frères, Fernando et Eduardo, suivent tous deux une carrière politique. Le premier est sénateur de 1933 à 1969 et candidat à l’élection présidentielle de 1946, le deuxième est successivement député et sénateur.

## Retour à la politique
Les premières années de la présidence de Gabriel González Videla sont marquées par de sérieuses divergences entre la gauche et l'aile droite de ses partisans. Le 2 août 1947, González Videla forme un cabinet d'officiers militaires et de personnalités indépendantes dans l'espoir de résoudre le conflit. Alessandri est nommé ministre des finances. Il réorganise l'administration fiscale et met en place un rigoureux programme d'austérité.
En 1950, il restaure les finances publiques et contrôle l'inflation. Cependant, le gel des rémunérations du secteur public conduit progressivement à une agitation des acteurs économiques. Les travailleurs du secteur public font grève en janvier 1950, qui tourne rapidement en une large opposition à la politique économique du gouvernement. Alessandri, suivant le reste du cabinet, démissionne le 3 février et retourne à ses fonctions de président de la confédération patronale. 

## La présidence
En 1956, sollicité par le Parti libéral il entend se présenter au siège de sénateur à Santiago. Il y est élu l'année suivante à une large majorité. Cependant il est plutôt perçu comme un conservateur par les membres du Parti libéral, et finalement, l'appui de l'aile modérée du Parti conservateur le place en bonne position comme candidat indépendant à la présidence de la République en axant la campagne sur son expertise économique. 
En mars 1958, il devance avec 32,2 % des voix, le candidat de l'Union de la gauche Salvador Allende (28,5 %) et le chrétien-démocrate Eduardo Frei Montalva (20,5 %). Dans le cas où aucun candidat n'obtient la majorité du vote populaire, le choix du président revient au Congrès. Une coalition des partis conservateur, libéral et radical donne la préférence à Alessandri.   
Résolument libéral en matière économique, il se reconnait partisan d’une politique de « porte ouverte » aux capitaux étrangers, associée à des coupes sévères dans le budget de l’administration. Il se consacre au contrôle de l'inflation et à l'équilibre budgétaire.  Il libéralise le régime des tarifs douaniers. Cependant le nouveau gel des rémunérations du secteur public déclenche une agitation sociale générale.
En mai 1960, un violent tremblement de terre dans une zone densément peuplée entre Concepción et Puerto Montt cause plus de 400 millions de dollars de dommages. L'effort de reconstruction et d'assistance aux victimes relègue les autres problèmes au second plan. 
Les élections au Congrès de 1961 sont marquées par une baisse sensible des partis conservateur et libéral. Seul de la coalition, le Parti radical tire son épingle du jeu. Le nouveau cabinet d'Alessandri penche plus à gauche avec davantage de ministres radicaux. À la suite de la révolution cubaine de 1959, le président américain John Fitzgerald Kennedy a créé l'Alliance pour le Progrès. Alessandri adhère à cette forme de coopération économique qui l'amène à mettre en œuvre l’impôt progressif et la réforme agricole. Malgré cela, la répartition des terres agricoles reste globalement inégale.
Le mandat d'Alessandri se termine en 1964. C'est le chrétien démocrate Eduardo Frei Montalva, son rival malheureux de 1958 qui lui succède. Alessandri retourne à sa manufacture de papiers.

## Les échecs

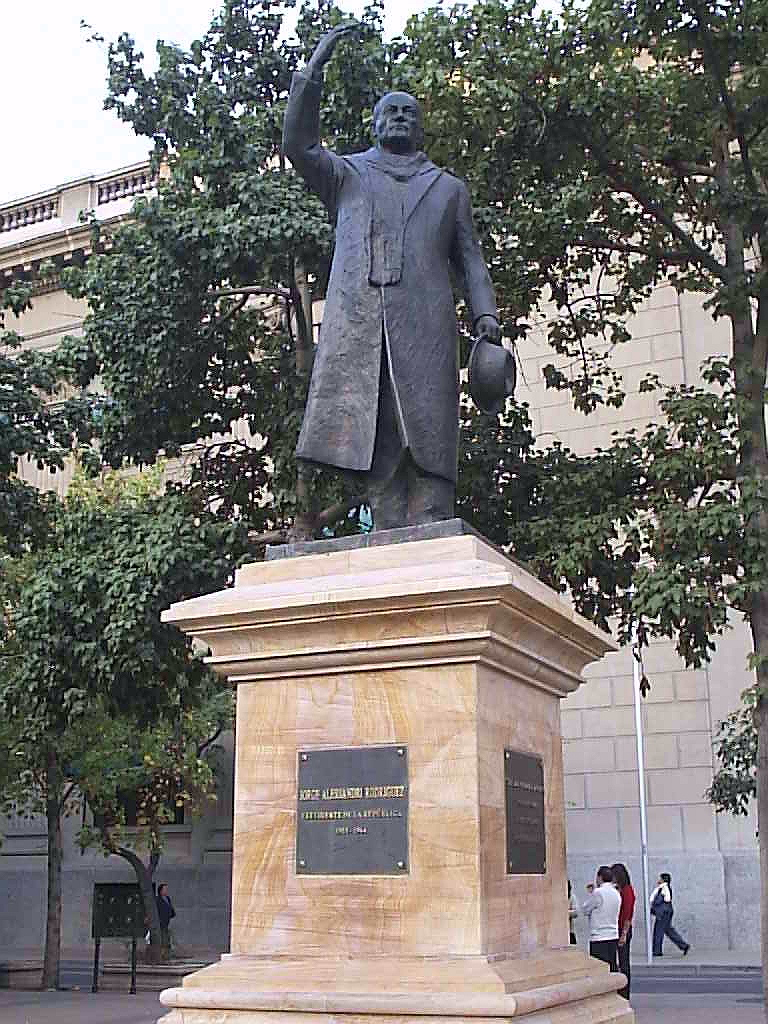
Statue de Jorge Alessandri Rodríguez.

En 1970, après le mandat de Frei, Alessandri se représente aux élections à la présidence avec l'investiture du parti national. Ses rivaux sont le chrétien démocrate Radomiro Tomic et le socialiste Salvador Allende qu'il avait déjà battu en 1958. 
Son projet économique est défini par les économistes « gradualistes ». Ceux-ci, liés au grand patronat, militent pour une plus forte libéralisation de l'économie tout en conservant certaines mesures protectionnistes.
Salvador Allende arrive en tête des candidats avec une marge étroite (36,6 %) devant Alessandri (35,3 %) et Tomic (28,1 %). Comme en 1958, c'est au Congrès de désigner le vainqueur de l'élection. Après que les démocrates-chrétiens ont obtenu d'Allende des garanties constitutionnelles, ils reportent sur lui leurs voix, lui permettant ainsi d'accéder à la présidence et de faire barrage à un retour d'Alessandri au pouvoir.
Le 11 septembre 1973, un coup d'État militaire porte au pouvoir le général Augusto Pinochet. En 1976, Alessandri est nommé président du Conseil d'État nouvellement formé et qui doit rédiger une nouvelle constitution basée sur les directives de la Junte. Alessandri, en désaccord avec certains amendements exigés par les militaires, démissionne du Conseil. Toutefois, malgré ces désaccords, il appela plus tard à voter Oui au référendum de septembre 1980. La constitution entra en application en mars 1981.
Retiré de la vie publique, Jorge Alessandri continue de présider le conseil d'administration de la manufacture de papiers depuis Santiago où il passe les dernières années de sa vie. Il meurt le 31 août 1986 à l'âge de 90 ans.